# Pterogenius
Pterogenius (лат.) — род жесткокрылых семейства Pterogeniidae. 2 вида.

## Распространение
Южная Азия (Шри-Ланка).

## Описание
Мелкие жуки-микофаги. Длина тела от 2,3 до 3,4 мм. Глаз выемчатый, крупный. Место прикрепления усиков в верхней части усиковой ямки скрыто. Лоб без боковых вздутий. Скапус усика субцилиндрический, в основании слабо изогнут; педицель короче антенномера 3, субцилиндрический или слабо расширен к вершине. Эпиплевра градуально сужена на вершине. Живут на или внутри плодовых тел грибов-трутовиков (семейство Полипоровые, Polyporaceae).

## Систематика
Род вместе с типовым видом был впервые выделен в 1861 году бельгийским энтомологом Эрнестом Кандезе (1827—1898), а его валидный статус подтверждён в ходе ревизии, проведённой в 1992 году швейцарскими колеоптерологами Дэниелем Буркхардтом (Naturhistorisches Museum, Базель, Швейцария) и Иваном Лёблом (Музей естественной истории Женевы, Женева, Швейцария). Филогенетический анализ 1992 года даёт следующую группировку родов на кладограмме: (Kryptogenius + (Tychogenius + (Katagenius + (Pterogenius + Histanocerus)))):
- Pterogenius besucheti  Lawrence, 1977
- Pterogenius nietneri Candèze, 1861